# Limnonectes plicatellus
Limnonectes plicatellus es una especie de anfibio anuro del género Limnonectes de la familia Dicroglossidae.

## Distribución geográfica
Es originaria de Malasia, Singapur y Tailandia.